# 郑运兴
艾卡·达玛布特拉，原名郑运兴，印度尼西亚华裔神父和神学家。

## 生平
郑运兴1942年11月16日出生在一个不富裕的家庭，他是家里的长子，还有一个弟弟。1960年自高中毕业后，最初想在军事学院继续深造，考虑到家庭经济状况，选择考入雅加达神学院注册成为一名神父。自上大学以来，郑运兴一直积极参与组织和教会活动。他积极参与印度尼西亚基督教大学生运动，并担任该组织中央管理层成员（1962—1966 年）。他还担任印度尼西亚基督教学生运动秘书长（1962—1966年）。他还积极参与印度尼西亚教会理事会（DGI）的各种活动，该理事会现已更名为印度尼西亚教会联合会。他在DGI的活动为他赢得了额外的奖学金，因此他的生活变得更有保障。除此之外，他在1965年至1966年期间作为学生青年阵线的成员活跃。1966年，郑运兴大学毕业，立即在东雅加达地区的西爪哇教会担任牧师。在教会全职服务11年后，郑运兴前往波士顿学院和安多弗牛顿神学院继续学习，并于1982年毕业，获得哲学博士学位。自从他作为牧师和神学家的职业生涯开始以来，郑运兴一直积极倡导新教徒和天主教徒、基督徒和其他宗教之间的普世运动。1999年，郑运兴加入了印度尼西亚斗争民主党，并成为代表坦格朗县的人民代表候选人之一。不过，郑运兴并未列入最终候选人名单中。2005年6月29日，因肝癌去世。